# Anisostylus gillettei
Anisostylus gillettei är en insektsart som beskrevs av Goding. Anisostylus gillettei ingår i släktet Anisostylus och familjen hornstritar. Inga underarter finns listade i Catalogue of Life.